# Fachi
Fachi (auch: Agram und Fatchi) ist eine Landgemeinde im Departement Bilma in Niger.

## Geographie

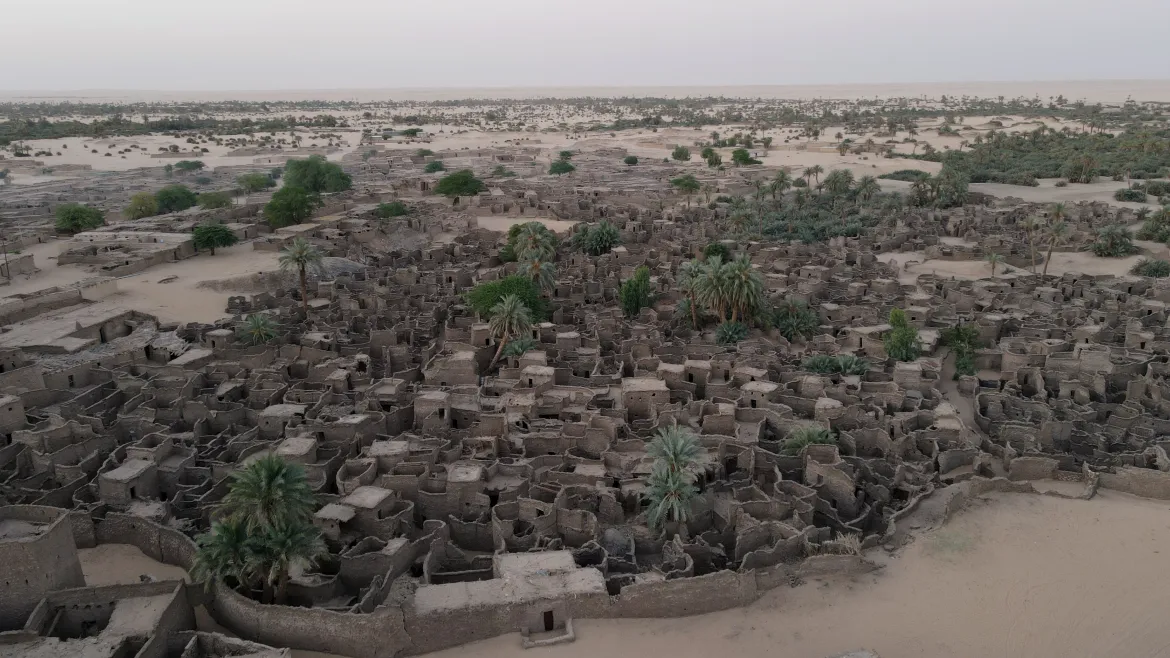
Oase Fachi aus der Vogelperspektive

Der offiziell gewordene Ortsname Fachi ist eine Bezeichnung der Tuareg, während die im Ort lebenden Kanuri und Tubu den Ortsnamen Agram verwenden.
Die Landgemeinde liegt in der zur Sahara zählenden Wüste Ténéré im Norden des Landes. Die Nachbargemeinden sind Djado im Norden, Dirkou und Bilma im Osten, N’Gourti im Südosten, Tesker im Süden, Aderbissinat im Südwesten, Tabelot und Timia im Westen sowie Iférouane im Nordwesten.
Die Oase Fachi befindet sich etwa auf halber Strecke zwischen dem (stählernen) Arbre du Ténéré und der Oase Bilma. Sie ist der einzige Siedlung in der Gemeinde und deren Hauptort. Sie markiert die nördliche Grenze des Naturreservats Termit und Tin-Toumma.

## Geschichte

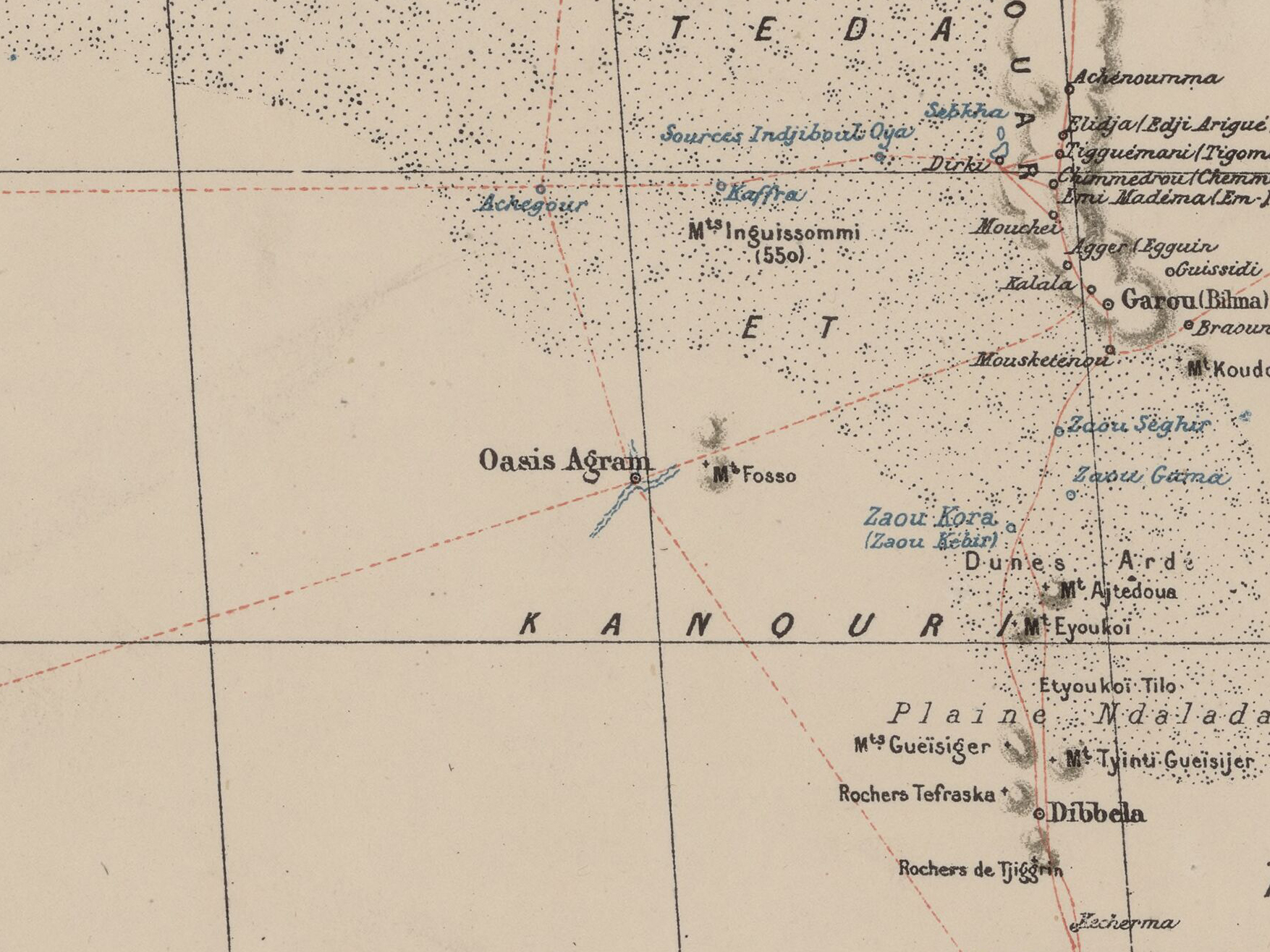
Ausschnitt einer Karte von 1903 mit Fachi (Oasis Agram) im Zentrum

Mit Dogonboulo gibt es einen archäologischen Fundplatz aus der Jungsteinzeit in der Gemeinde.
Fachi kam um 1865 unter den Einfluss der sufistischen Bruderschaft der Sanusiya. Die Bruderschaft war im Ort jahrzehntelang der Ansprechpartner für alle Belange, die mit dem Islam zu tun hatte. Sie stellte die Qādīs des Orts und leitete die meisten lokalen Koranschulen. Die Dominanz der Sanusiya hielt in Fachi relativ lange an und ging erst zu Beginn der 1930er Jahre verloren.
Noch Anfang des 20. Jahrhunderts gab es einen hohen Anteil an im Ort ansässigen Sklaven. Das Verbot der Sklaverei unter französischer Kolonialherrschaft im Jahr 1906 führte zu wirtschaftlichen Problemen, zugleich war es für Freigelassene schwierig die isoliert gelegene Oase zu verlassen. So lebten noch in den 1940er Jahren ehemalige Sklaven weiterhin bei ihren früheren Herren.
Fachi lag in der Totalitätszone der Sonnenfinsternis vom 29. März 2006.

## Bevölkerung
In Fachi lebten bei der Volkszählung 2012 2215 Einwohner in 502 Haushalten, bei der Volkszählung 2001 2629 in 525 Haushalten und bei der Volkszählung 1988 1364 in 356 Haushalten.
In der Oase Fachi wird der Kanuri-Dialekt Fachi-Kanuri gesprochen, der eng mit dem Bilma-Kanuri der Oase Bilma verwandt ist.

## Politik
Der Gemeinderat (conseil municipal) hat 11 Mitglieder. Mit den Kommunalwahlen 2020 sind die Sitze im Gemeinderat wie folgt verteilt: 4 PNDS-Tarayya, 3 RDP-Jama’a, 2 ARD-Adaltchi Mutunchi und 2 MNSD-Nassara.
Der Hauptort wird von einem traditionellen Ortsvorsteher (chef traditionnel) geleitet.

## Kultur und Sehenswürdigkeiten
Der Ort ist von einer aus Salztonziegeln bestehenden Stadtmauer mit fünf Toren umgeben. Im Inneren von Fachi befindet sich die Burg Dada mit acht Meter hohen Mauern und vier Türmen. Sie diente den Bewohnern als Zufluchtmöglichkeit bei Raubüberfällen. In der Burg hat bis heute jede Familie mindestens einen der zum Teil noch benutzten tönernen Getreidespeicher. Da ein Brunnen vorhanden ist, waren die Bewohner den räuberischen Belagerern gegenüber im Vorteil. In der Stadt führt ein Labyrinth von engen und verwinkelten Gassen zwischen den ebenfalls aus Salztonziegeln erbauten Flachdachhäusern hindurch.
Die Architektur in Fachi spiegelt das Grundprinzip des Vierecks im Grundriss, den Räumen und den Innenhöfen wider – alle sind in einer viereckigen Form angelegt. Hauptsächlich wird mit Lehm gebaut, was jedoch schon bei einem zweitägigen Regenereignis zu schweren Schäden führen kann. Deshalb wurden vermehrt Steine in die Bauten integriert. Grundsätzlich sind alle Gebäude nach demselben Schema aufgebaut. Der Wohlstand zeigt sich weniger an der Größe des Hauses als der reichhaltigen Ausstattung im Innern.

## Wirtschaft und Infrastruktur

### Dattelpalmen
Die Kanuri nehmen für sich in Anspruch, die ersten Dattelpalmen gepflanzt zu haben, doch wahrscheinlich sind solche Pflanzungen schon früher entstanden. Dattelpalmenpflanzungen genießen unter den Kanuri eine hohe Wertschätzung. Jeder Bewohner der Oase besitzt Dattelpalmen; schon ein neugeborenes Kind erhält anlässlich seiner Namensgebung die ersten Pflanzen. Ein gut gepflegter Besitz an Dattelpalmen reicht aus, um die Ernährung einer Familie zu sichern, das heißt die notwendigen eingeführten Grundnahrungsmittel zu erwerben.
Die natürliche Befruchtung durch männlichen Blütenstaub, den Wind oder Insekten übertragen, reicht nicht aus. Die Befruchtung der weiblichen Blüten, in Fachi birra, „Dattelhochzeit“, genannt, ist ein wichtiges Ereignis, das von religiösen Veranstaltungen begleitet ist. Die Befruchtung wird durchgeführt, indem man einen männlichen Blütenzweig in den weiblichen steckt. Jede Befruchtung wird von dem Spruch: „Allahu akbar fero kwa“ (fero = Jungfrau, kwa = heirate, empfange) begleitet. Die Befruchtung der einzelnen Palmen ist zwar der individuellen Sorge des Eigentümers überlassen, aber die birra ist eine Angelegenheit der ganzen Gemeinschaft.
Bei der Dattelernte ist die gesamte Bevölkerung von morgens bis abends unterwegs. Man muss in den Wipfel der Palme klettern, um an die Fruchtzweige heranzukommen – das obliegt den Männern. Der abgeschnittene Fruchtzweig wird hinuntergeworfen und von Frauen, Kindern und älteren Männern erwartet, die ihn sofort abernten. Die Datteln werden in Körben oder Säcken in die Stadt gebracht. Die Zeit der Dattelernte ist eine Zeit täglicher Streitigkeiten, sei es um das Anrecht auf herabgefallene Früchte, sei es um die Teilung der Ernteerträge von Palmen, die mehrere Eigentümer haben. Es ist aber auch die Zeit der spontanen Geschenke angesichts der aufgehäuften Mengen, der Großzügigkeit bei der Teilung, bei der Rückzahlung einer Schuld, der Nachsicht gegen einen ertappten Dieb.

### Gärten
Gärten befinden sich in der Oase Fachi zwischen den Sanddünen, wo lehmiger Boden und Wasser in erreichbarer Tiefe vorkommt. Die Gärten sollen im Fall einer ökonomischen Krise durch das Ausbleiben der Karawanen die Existenz der Bewohner von Fachi sichern. Mühsam an der Gartenarbeit ist das Abtragen des Sandes, der über dem fruchtbaren lehmigen Boden liegt. Alle anderen Arbeiten wie Säen, Jäten, Bewässern, Ernten gelten als leichte Arbeiten, die Frauen und Kindern zugemutet werden können. Die Erntemengen sind gering und der Arbeitsaufwand ist groß, aber die Freude über die Ernte lässt die damit verbundenen Mühen vergessen. Jeder Haushalt besitzt im Durchschnitt etwa zwei bis drei Gärten.
Die Qualität des Gartenlandes wird unterteilt in „Weizengarten“ und „Luzernegarten“. „Weizengärten“ benötigen einen ziemlich salzfreien, besonders guten Boden und salzfreies Wasser, damit Weizen gedeihen kann. Sie machen etwa 34 % des genutzten Gartenlandes aus. Bewässert werden die „Weizengärten“ mit Ziehbrunnen, da sie viel Wasser benötigen. Die Luzerne gilt als wichtigste Anbaupflanze. Die „Luzernegärten“ haben salzhaltige Böden und mehr oder weniger salzhaltiges Brunnenwasser. Da sie nur wenig Wasser benötigen, werden sie von Hand bewässert. Sie machen etwa 66 % der genutzten Gartenfläche aus.

### Salinen

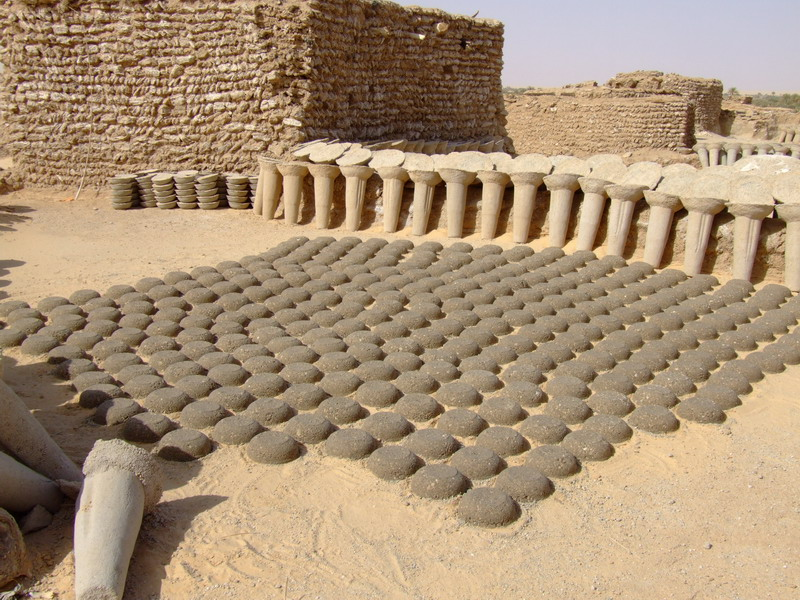
beza- und kantu-Salz in Fachi

Die Salinen (mándari) von Fachi verdanken ihre Entstehung unterirdischen Salzablagerungen, die wahrscheinlich durch die Austrocknung der Ténéré-Seen entstanden sind. Das Grundwasser durchfließt diese Salzlager, nimmt dabei Salz auf und tritt als gesättigte Sole in geringer Tiefe in Erscheinung. Um eine Saline zu erschließen, müssen Sand und Erde auf dem Gelände so weit abtragen werden, dass die Sole ungehindert an die Oberfläche treten kann. Durch die geringe Luftfeuchtigkeit und die ständige Einstrahlung der Sonne verdunstet das Wasser rasch, das Salz scheidet sich ab und ist für die Menschen verfügbar. Der Höhepunkt der Salzgewinnung ist während der heißen Monate von Mai bis September. Im Sommer müssen die Arbeiter in den Salinenbecken Temperaturen von 70 °Celsius ertragen, was die meisten nicht länger als eine Stunde aushalten. Salinenarbeit wird in Fachi als die schwerste Arbeit betrachtet.
Salz wird in zwei Qualitäten produziert: Weißes, voll auskristallisiertes Salz wird unter der Bezeichnung beza gehandelt. Es ist als Speisesalz für den menschlichen Verbrauch bestimmt. Die zweite Salzqualität, kantu genannt, hat eine graugelbe Farbe. Es ist ein Gemisch aus verschiedenen Salzsorten und wird als Viehsalz verwendet. In Fachi entfallen etwa 25 % der Produktion auf beza-Salz, 75 % auf kantu-Salz. Um eine Überproduktion zu verhindern, erkundigt man sich im Frühjahr bei den Karawanenunternehmern nach dem voraussichtlichen Bedarf für die nächste Karawanenzeit, die im Herbst beginnt.
Das Salz steht im Mittelpunkt des Karawanenhandels. „Ohne Salz gäbe es Fachi nicht“, so charakterisiert man in Fachi die elementare Bedeutung des Salzhandels. Die Karawanen sind zwar an Datteln interessiert, jedoch erst an zweiter Stelle. Obwohl das Salz für die Ökonomie große Bedeutung hat, verleiht der Besitz von Salinen nicht annähernd das soziale Prestige wie der Besitz von Dattelpalmen oder Gärten. Der Grund dafür ist, dass Salinenbesitz auch Salinenarbeit bedeutet. Von allen Arbeiten ist sie die schwerste und schmutzigste, eine Arbeit, die nach Auffassung der Leute von Fachi mit der Würde eines freien Kanuri eigentlich nicht vereinbar ist.

### Karawanenhandel

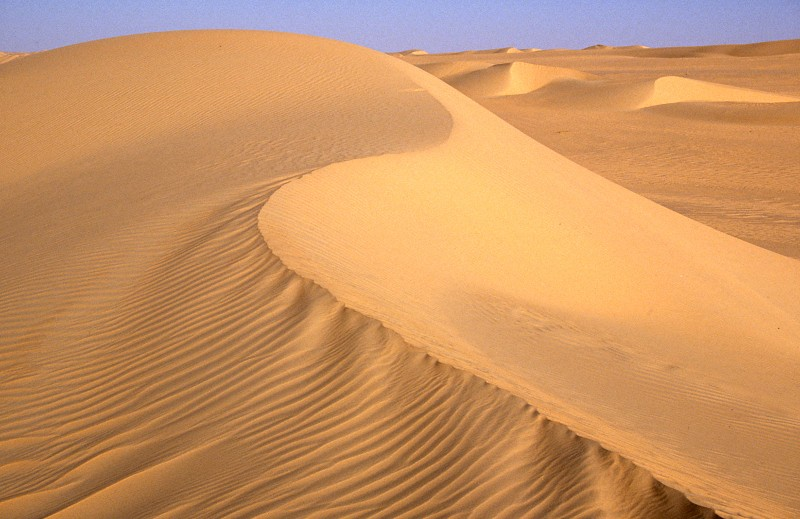
Sahara-Dünen von Fachi-Bilma

Fachi ist hochgradig abhängig von Importen. Viele Produkte müssen aus einer Entfernung von über 1000 Kilometern herangeschafft werden. Wegen der teilweise hohen Dünenzüge ist Fachi für LKWs kaum erreichbar.
Den höchsten Rang unter allen Waren räumen die Leute von Fachi dem Getreide ein, ihrem Hauptnahrungsmittel. 98 % des eingeführten Getreides ist Hirse, die als einziges Getreide in großen Mengen verfügbar ist. An zweiter Stelle steht das Bedürfnis nach Schafen und Ziegen, die als Opfertiere bei religiösen Anlässen gebraucht werden. Die Tiere müssen eingeführt werden, da Kleintierzucht in Fachi wegen fehlender Weiden nicht stattfindet. Trockenfleisch von Ziegen, Schafen, Kamelen, Rindern oder Wildtieren wird als Nahrungsmittel angeboten. Frischfleisch ist eher selten, da der Transport von Tieren mühsam ist und somit viele Verluste in Kauf genommen werden müssen. Fett gelangt nach Fachi in Form von Butter, Erdnuss- und Palmöl, in geringer Menge wird auch Kamelfett angeboten. Die Fettlieferung der Karawanen reicht aber nicht aus, deshalb ist Fett Mangelware. Weitere Handelswaren, die über den Weg der Salzkarawanen nach Fachi kommen, sind Milchprodukte und Industriewaren. Ein wichtiges Bedürfnis betrifft die Bekleidung, auch Sandalen und Ziegenlederschuhe. Tongefäße, die einen unverzichtbaren Teil der Haushaltsausstattung darstellen, werden in Fachi nicht hergestellt, sie werden deshalb von den Karawanen geliefert. Holzkohle an Stelle des qualmenden Kamelmistes oder rasch verbrennender Palmzweige sind Luxus. Die Genussmittel Tee und Zucker gehören nicht zu den Grundbedürfnissen, bringen jedoch Lebensfreude und soziales Prestige. Ein hochgeschätztes Genussmittel sind Kolanüsse. Bei Festen, besonders Hochzeiten, wird Parfum gebracht.
Zwischen den Sahara-Kanuri, den Tuareg und den Hausa findet ein Dreieckshandel statt. Die nomadischen Tuareg ziehen vom Aïr her zu den Oasen der Kanuri, Fachi und Bilma. Dort tauschen sie Hirse und Milchprodukte gegen Datteln und Salz. Die erhaltene Ware transportieren sie zu den Sahel-Märkten der Hausa im Süden, wo sie Hirse und Geld gegen Datteln und Salz erhalten. Schlussendlich kehren sie wieder ins Aïr zurück, wo der Dreieckshandel erneut beginnen kann.
Die Kel-Aïr-Karawanen kommen aus dem Westen nach Fachi, sogenannte „Westkarawanen“. Die Karawanen der Kel Gress, Bouzou und Musugu werden als „Südkarawanen“ bezeichnet. Die der Daza, Aza und Manga kommen auch aus dem Süden, zählen aber nicht zu den „Südkarawanen“.
Die ersten Karawanen treffen Anfang September in Fachi ein. Zu dieser Zeit ist in Fachi die Dattelernte abgeschlossen und die Salzlager sind gefüllt. Die ersten Karawanen profitieren vom Getreidemangel, der in Fachi herrscht, denn um diese Zeit sind die Vorräte zum größten Teil aufgebraucht. In den Monaten Dezember und Januar erreicht die Karawanensaison ihren Höhepunkt. Im Februar geht die Anzahl der Karawanen bereits stark zurück und im April kommen schließlich die letzten Karawanen. Für die Monate zwischen Mai und September müssen die Getreidevorräte in Fachi ausreichen, Zulieferungen sind nicht zu erwarten.

### Haustierhaltung
Ziegen und Schafe kaufen die Leute von Fachi von den Karawanen. Sie werden an Festen als Opfertiere verwendet. Esel sind die unentbehrlichen Reit- und Tragtiere für den Transport zwischen der Stadt und den Gärten und Salinen. Das Prestigetier in Fachi ist das Pferd. Man kann damit in die Gärten reiten, eine Exkursion machen oder zu einer Karawane hinaus reiten. Kamele können nicht gehalten werden, weil geeignete Weiden fehlen.

### Handwerk
Hauptberufliche Handwerker gibt es in Fachi nicht. Trotzdem fehlt es nicht an Männern und Frauen, die über handwerkliches Können verfügen und dieses teils als Nebenerwerb, teils für den eigenen Bedarf verwerten. Zahlreiche Frauen flechten Matten, Tragetaschen und Körbe aus Blättern der Dattelpalme. Diese sind sehr beliebt und werden oft verkauft oder als „Mitbringsel“ verschenkt. Die meiste Kleidung wird in Fachi selber hergestellt. Das Schneidern ist Männersache.

### Gesundheit und Bildung
Im Hauptort ist ein Gesundheitszentrum des Typs Centre de Santé Intégré (CSI) vorhanden. Beim Centre de Formation aux Métiers de Fachi (CFM Fachi) handelt es sich um ein Berufsausbildungszentrum. Das nigrische Unterrichtsministerium richtete 1996 gemeinsam mit dem Welternährungsprogramm der Vereinten Nationen zahlreiche Schulkantinen in von Ernährungsunsicherheit betroffenen Zonen ein, darunter zwei für Nomadenkinder in Fachi.

### Verkehr
Durch Fachi, unter anderem durch den Hauptort, führt die 1207 Kilometer lange Nationalstraße 21 zwischen Agadez und Toummou. Im Norden des Gemeindegebiets, bei der Wasserstelle Achegour, verläuft die 322 Kilometer lange Nationalstraße 43 zwischen dem Arbre du Ténéré und Dirkou.